# Segula
Segula (en anglès Segula Island, en aleutià Chiĝulax̂) és una petita illa d'entre sis i set quilòmetres de diàmetre que es troba a uns 24 km a l'est de Kiska, a les illes Rat, un subgrup de les illes Aleutianes d'Alaska, Estats Units. L'illa està formada per un estratovolcà de l'Holocè que duu el mateix nom. En ella hi viu una colònia d'àlcids.

## Clima
Juntament amb les altres illes Rat, Segula té un clima humit i fresc. Sovint neva d'octubre a maig. Les Illes Rat es troben en el camí de les grans tempestes del Pacífic amb vents que poden arribar fins als 160 km per hora.